# Centrorhynchus leptorhynchus
Centrorhynchus leptorhynchus är en hakmaskart som beskrevs av Meyer 1932. Centrorhynchus leptorhynchus ingår i släktet Centrorhynchus och familjen Centrorhynchidae. Inga underarter finns listade i Catalogue of Life.